# Hans Heinrich Wildermeth
Hans Heinrich Wildermeth (getauft 17. Dezember 1620 in Biel, heimatberechtigt ebenda; † vor dem 21. Februar 1689 ebenda) war ein Bieler Ratsherr und Handelsmann.

## Leben
Heinrich Wildermeth war der Sohn des Offiziers in französischen Diensten und Kaufmanns Hans Wildermeth (1641–1690) und der Bürgermeisterstochter Margarethe Hugi. Er heiratete 1640 Margreth, Tochter des Offiziers in Dalmatien, Glasmalers und Wirts Peter Feitknecht. Vier Söhne und zwei Töchter erreichten das Heiratsalter. Der Ratsherr Jakob Wildermeth und der Pfarrer Johann Conrad Gottfried Wildermett waren seine Brüder.
Wildermeth produzierte Eisen, Salz sowie Salpeter und handelte mit diesen Gütern. Er erwarb das «Grosse Gut» (später «Schlössli») in Pieterlen.
Wildermeth wurde 1652 Bieler Grossrat. Er amtierte als Stadthauptmann, Oberamtmann auf dem Tessenberg und Vogt von Ilfingen (Orvin) sowie von 1660 bis zu seinem Tod als fürstbischöflichen Meier. Die Stadt Biel, ein zugewandter Ort, entsandte ihn 1659 zur Tagsatzung.
Heinrich Wildermeth wurde am 21. Februar 1689 in seiner Heimatstadt begraben. Im Jahr vor seinem Tod hatte er die «Familienkiste» errichtet, die dem Mannesstamm der Wildermeths reserviert blieb.

## Belege
1. 1 2 3  Hans Heinrich Wildermeth (4). In: Werner und Marcus Bourquin: Biel. Stadtgeschichtliches Lexikon. Biel 1999. S. 486.
2. 1 2 3 4  Thomas Schmid: Hans Heinrich Wildermeth. In: Historisches Lexikon der Schweiz. (Stand: 17. Dezember 2012)

| Personendaten    | Personendaten                  |
| ---------------- | ------------------------------ |
| NAME             | Wildermeth, Hans Heinrich      |
| ALTERNATIVNAMEN  | Wildermeth, Heinrich (Rufname) |
| KURZBESCHREIBUNG | Bieler Ratsherr und Kaufmann   |
| GEBURTSDATUM     | 17. Dezember 1620              |
| GEBURTSORT       | Biel, Fürstbistum Basel        |
| STERBEDATUM      | 21. Februar 1689               |
| STERBEORT        | Biel, Fürstbistum Basel        |